# Milrem Robotics
Milrem Robotics — це компанія з Естонії, що спеціалізується на розробці наземних безпілотних платформ. Компанію Milrem Robotics знають[хто?] як розробника роботизованого комплексу THeMIS, що являє собою дуже характерну[джерело?] для свого[якого?] часу безпілотну гусеничну платформу.

## Історія
Компанію Milrem Robotics заснували у 2013 році. Розробка першого безпілотного наземного транспортного засобу (UGV) розпочалася наприкінці 2014 року. Перший UGV (THeMIS) був представлений на DSEI 2015 у Лондоні. Оновлений THeMIS був представлений на Міжнародній конференції з питань техніки оборони та безпеки 2019 року.
У червні 2021 року, німецька компанія Krauss-Maffei Wegmann, яка входить до складу французько-німецького холдингу KNDS, придбала майже чверть акцій естонської компанії Milrem Robotics, яка займається розробкою та виробництвом безпілотних наземних транспортних засобів .
У вересні 2021 року розробник робототехніки Milrem Robotics оголосив про співпрацю з Lumina Technology Partners (Lumina) у Канаді.
Відповідно до угоди, Lumina просуватиме продукцію естонської компанії Milrem Robotics, включаючи безпілотні наземні транспортні засоби THeMIS та Multiscope (UGV), призначені як для державних так і для комерційних замовників у Канаді.

## Розробки

### Multiscope

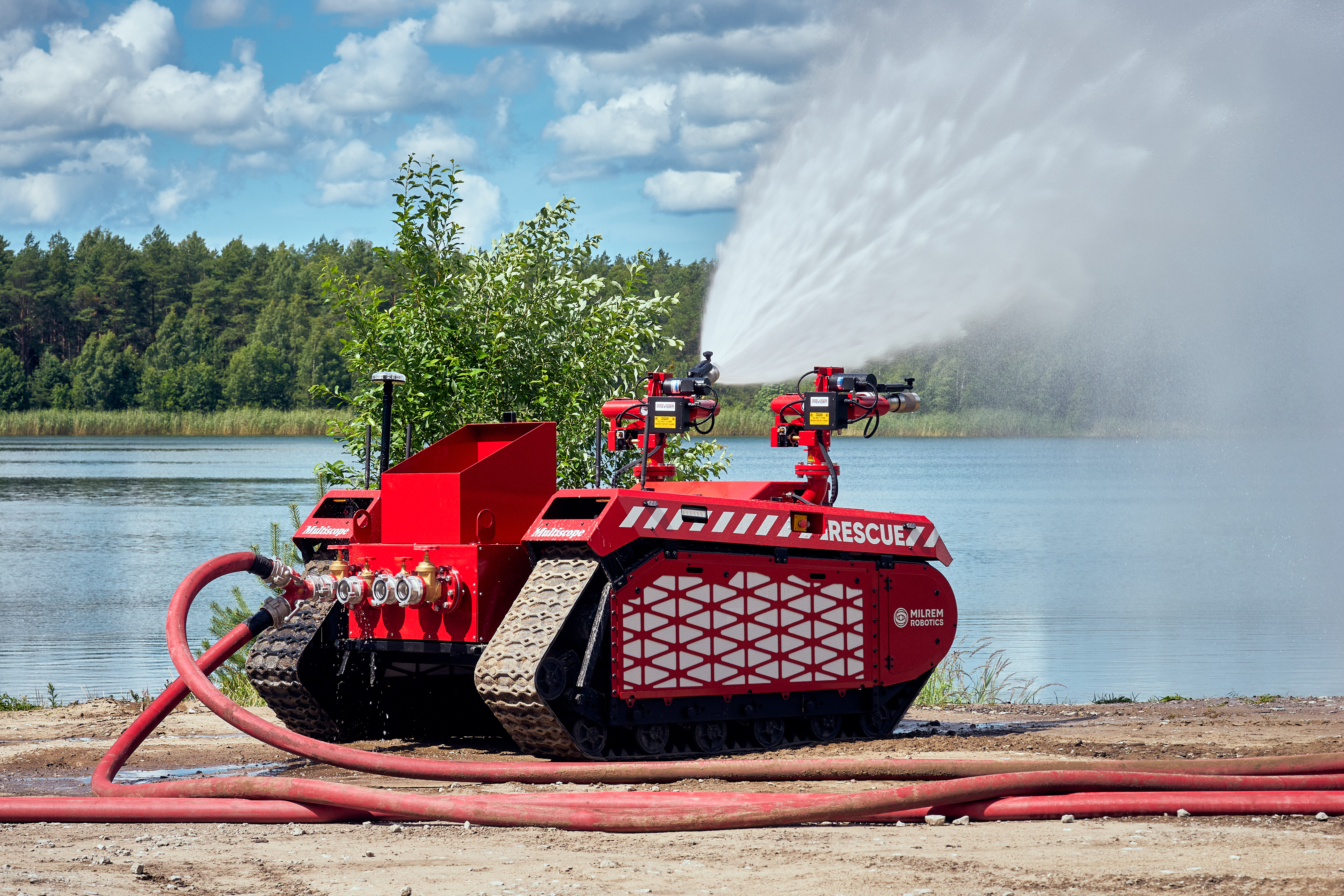
Наземний дрон Multiscope у пожежній версії

Ці безпілотні наземні платформи можуть використовуватися для вирішення різноманітних завдань, включаючи пожежогасіння, транспорт та логістику, а також реагування на надзвичайні ситуації та моніторинг навколишнього середовища.

### THeMIS
THeMIS — це багатоцільовий гусеничний транспортний засіб, який може бути оснащений різними бойовими системами.

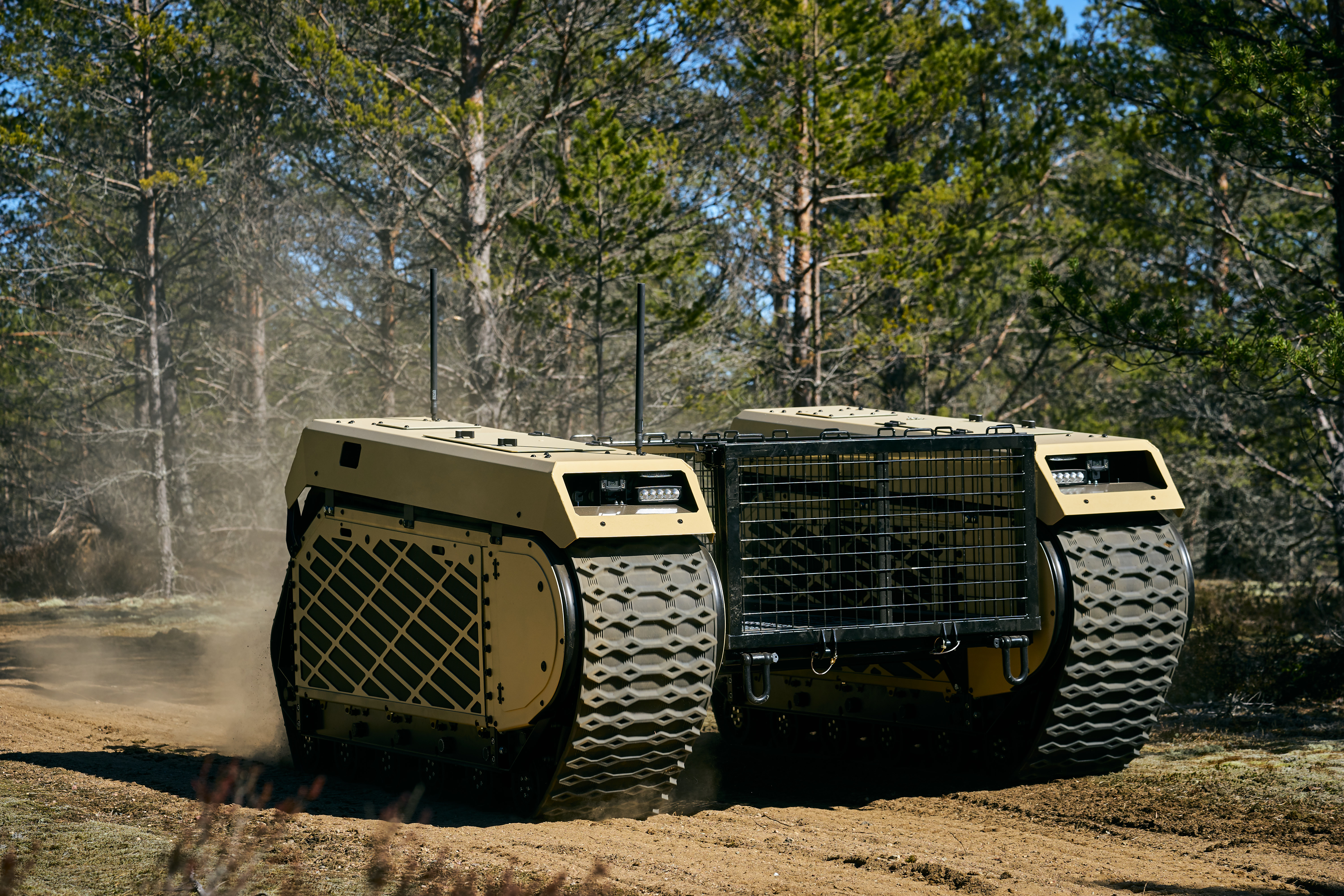
Багатоцільова гусенична платформа THeMIS

Робот оснащений камерами, які дозволяють перевіряти небезпечні зони, не піддаючи небезпеці військових.
THeMIS управляється за допомогою пульта дистанційного керування, але його можна запрограмувати на переміщення між різними точками, і в майбутньому можуть зробити керування голосом.

### Type-X

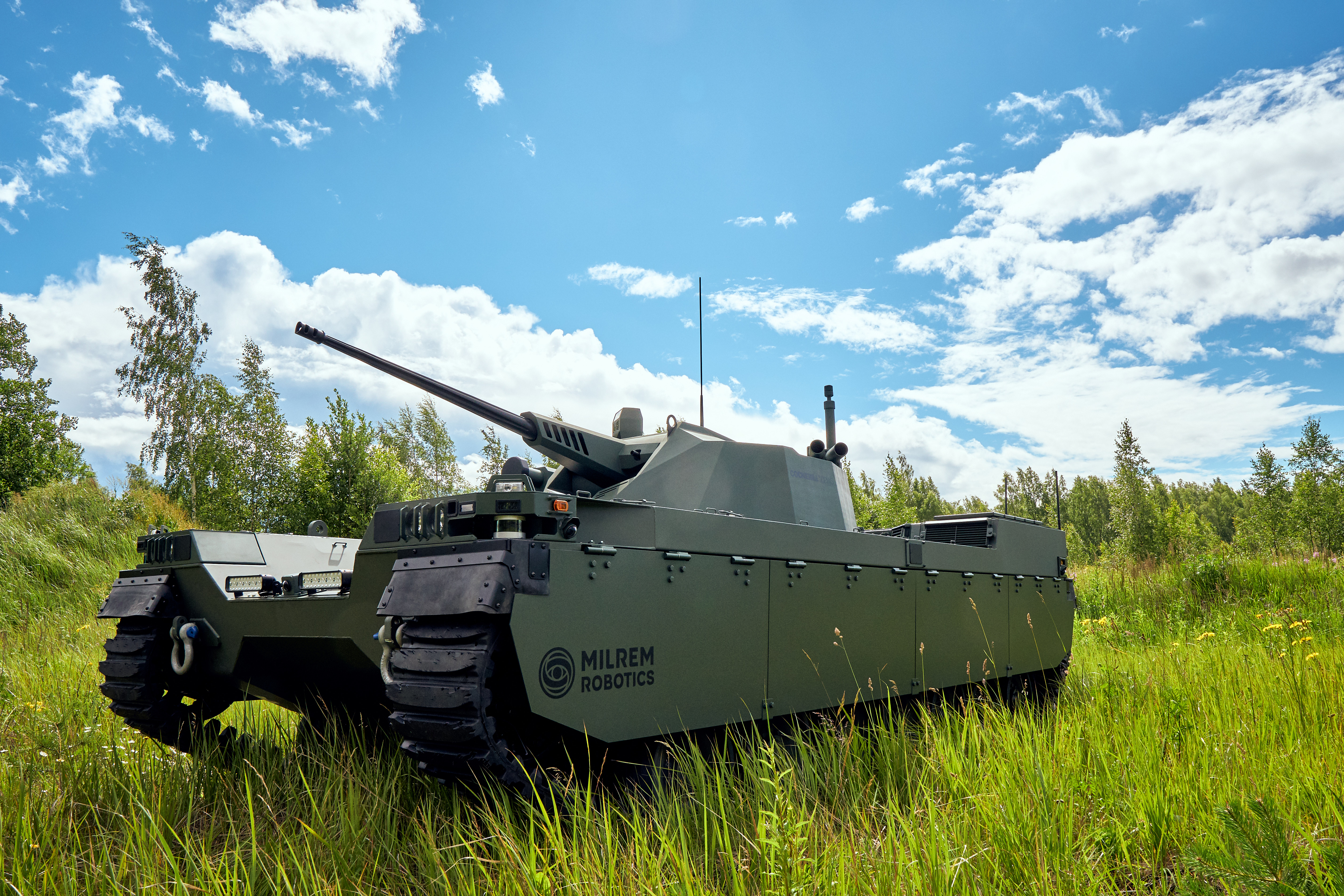
Безпілотна бойова платформа Type-X

Про розробку перспективного безпілотного комплексу Type-X заявили у травні 2020 року.
Конструкція Type-X має модульність і гнучкість, що дозволяє в майбутньому конфігурувати сімейство машин для виконання різних завдань у вигляді взаємодії з особовим складом або повністю безекіпажних бойових дій.
Маса бойової машини складе 12 тонн. Розробники вибрали модульну концепцію: в якості основного варіанту корисного навантаження виступає башта з 30-мм гарматою (можлива установка 50-мм гармати) і кулеметом калібру 7,62 мм.
Машина буде мати гібридну дизель-електричну силову установку, з розміщенням дизель-генератора та електродвигунів в кормовій частині, а акумуляторні батареї — в передній частині.